# Simonykees
Das Simonykees ist ein Gletscher in der Venedigergruppe der Hohen Tauern in Osttirol. 

## Lage
Das Simonykees erstreckt sich unterhalb der Simonyspitzen (3473 m bzw. 3442 m ü. A.) und der Hinteren (3387 m ü. A.) und Vorderen Gubachspitze (3316 m ü. A.) in einer Höhe von rund 3470 bis 2370 m. Der Talgletscher fließt vom Alpenhauptkamm rund 5 km nach Südosten ins Maurertal. Im Westen schließt das Umbalkees an, im Nordosten das Maurerkees, nördlich des Grats auf Salzburger Seite liegt das Krimmler Kees.
Unterhalb des Gletschers hat sich nach dem Rückzug der Gletscherzunge der Simonysee gebildet. Dieser entwässert über den Simonybach zum Maurerbach und weiter in die Isel. Das Simonykees liegt zur Gänze im Nationalpark Hohe Tauern. Benannt ist es wie die Simonyspitzen nach Friedrich Simony.

## Daten
Der Gletscher wies im Jahr 1998 eine Fläche von 1,99 km² auf. Mit einer mittleren Neigung von 25,8° zählt er zu den steilsten Gletschern in Osttirol. Im Übergangsbereich zwischen Nährgebiet und Gletscherzunge in einer Höhe von rund 2675 m fällt das Simonykees über mehrere Steilstufen ab. Dort bilden sich zahlreiche Gletscherspalten.

## Rückgang
Wie die meisten Gletscher in den Alpen ist das Simonykees seit der Mitte des 19. Jahrhunderts von der Gletscherschmelze betroffen. Beim letzten Hochstand der Gletscher zum Ende der Kleinen Eiszeit um 1850 dehnte sich das Simonykees bis in den Bereich der heutigen Essener-Rostocker-Hütte auf rund 2200 m aus, wo heute die Endmoräne liegt. Seither zieht sich der Gletscher zurück, allein in den Jahren 1989/90 bis 2010/11 um 349 m. Damit liegt er im Durchschnitt der Osttiroler Gletscher.